# Dihydrure de molybdocène
Le dihydrure de molybdocène est un composé organométallique de formule chimique (η5-C5H5)2MoH2, couramment abrégé Cp2MoH2, où Cp représente un ligand cyclopentadiényle C5H5. Il s'agit d'un solide jaune sensible à l'air et soluble dans certains solvants organiques.
On peut le préparer en combinant du chlorure de molybdène(V) (MoCl5)2, du cyclopentadiénure de sodium Na(C5H5) et du borohydrure de sodium NaBH4,. Il donne le dichlorure de molybdocène (η5-C5H5)2MoCl2 par traitement avec le chloroforme CHCl3 :
(η5-C5H5)2MoH2 + 2 CHCl3 ⟶ (η5-C5H5)2MoCl2 + 2 CH2Cl2.
La molécule adopte une structure dite clamshell (palourde) dans laquelle les cycles cyclopentadiényle ne sont pas parallèles.